# Вовковиськ (Червенський район)
Вовковиськ (біл. вёска Ваўкавыск) — село в складі Червенського району Мінської області, Білорусь. Село підпорядковане Валевачівській сільській раді, розташоване в центральній частині області.